# Anii 100
Secole: Secolul I - Secolul al II-lea - Secolul al III-lea
Decenii: Anii 50 Anii 60 Anii 70 Anii 80 Anii 90 - Anii 100 - Anii 110 Anii 120 Anii 130 Anii 140 Anii 150
Anii: 100 | 101 | 102 | 103 | 104 | 105 | 106 | 107 | 108 | 109 | 110

## Evenimente
- 105-106 - Romanii în frunte cu Traian cuceresc circa o șesime din Dacia.